# Scott Perry (jégkorongozó)
Scott Perry (Dorchester, Massachusetts, 1978. október 12. –) amerikai jégkorongozó.

## Karrier
Komolyabb karrierjét a Bostoni Egyetemen kezdte 1997–1998-ban. Az egyetemi csapatban 2001-ig játszott legjobb idényében 38 mérkőzésen 17 pontot szerzett. Közben az 1998-as NHL-drafton a Dallas Stars választotta ki a hetedik kör 200. helyén. 2001–2002-ben az UHL-es Missouri River Ottersben játszott. 2002–2003-ban átment Európába egy idényre a holland bajnokságba. 2003–2004-ben visszatért az amerikai kontinensre az EOSHL-es Cobourg Lynxbe. Szezon közben vonult vissza.